# Alphonzo Bell
Alphonzo Edward Bell Sr. (Bell, Califòrnia, Estats Units, 29 de setembre de 1985 − Los Angeles, 27 de desembre de 1947) fou un tennista, filantrop, empresari i multimilionari estatunidenc, guanyador de dues medalles olímpiques. L'àrea oest de la comunitat residencial de Bel-Air (Los Angeles) porta el seu nom en el seu honor.

## Biografia
Va néixer el 29 de setembre de 1875 a la ciutat de Bell, població que havia fundat el seu pare James George Bell amb el nom de "Bell Station Ranch". La seva família era multimilionària i molt influent en el desenvolupament del sud de Califòrnia. El seu oncle, Ed Hollenbeck, es va instal·lar a Califòrnia a la dècada del 1850 i va fundar el First National Bank i un sistema de transport públic de tramvies.
Va assistir al San Enselmo Presbyterian College i llavors a l'Occidental College (que va fundar el seu pare), on es va graduar l'any 1895. L'any 1902 es va casar amb Minnewa Shoemaker Bell. Fou el pare del polític republicà Alphonzo E. Bell, Jr. i s'emparentà amb el president Franklin Delano Roosevelt gràcies al casament de la seva filla Minnewa amb Eliott Roosevelt (1951), fill del president.
Junt al seu pare van entrar al negoci del petroli a principis dels 1920 fundant Bell Petroleum Co., i van esdevenir una de les famílies més riques de Califòrnia. Conegut per la seva moralitat i honestedat, va utilitzar part dels seus beneficis per desenvolupar comunitats luxoses a l'oest de Los Angeles incloent les zones de Westwood, Beverly Hills i Pacific Palisades. Visionari del desenvolupament de la indústria filmogràfica de Hollywood, va adquirir més terrenys per fundar el barri exclusiu de Bel-Air (Los Angeles) amb diverses noves infraestructures per rics. Al llarg de la seva vida va realitzar diversos actes de filantropia amb donacions a organitzacions caritatives i religioses, així com l'Occidental College i la Universitat de Califòrnia a Los Angeles o l'església presbiteriana de Los Angeles.
Va fer construir una mansió l'any 1921 de més de 700 hectàrees per la seva extensa família entre els barris de Bel Air i Pacific Palisades que va anomenar "Capo Di Monte". Actualment ja no queda cap resta de la casa i només hi ha els jardins i els estables per formen part del Bel-Air Hotel.
Actualment és honrat amb diversos homenatges commemoratius de part d'Occidental College, UCLA i Bel-Air Country Club.

## Carrera esportiva
Durant la seva etapa estudiantil fou campió de tennis en diversos torneigs col·legials. Posteriorment va guanyar el Pacific Coast Tennis Champion i va adquirir prou rànquing per ser un dels representants dels Estats Units en els Jocs Olímpics de 1904 celebrats a Saint Louis. Va guanyar la medalla de plata en la competició de dobles masculins fent parella amb Robert LeRoy en caure en la final olímpica davant els seus compatriotes Beals Wright i Edgar Leonard. En la competició individual va aconseguir la medalla de bronze en perdre a semifinals contra Beals Wright, en aquella edició no es disputava final de consolació i ambdós semifinalistes eren guardonats amb la medalla de bronze.

## Jocs Olímpics

### Individual
| Any  | Campionat                                | Oponent | Resultat |
| ---- | ---------------------------------------- | ------- | -------- |
| 1904 | Jocs Olímpics, Saint Louis, Estats Units |         |          |

### Dobles
| Any  | Campionat                                | Parella      | Oponents                   | Resultat |
| ---- | ---------------------------------------- | ------------ | -------------------------- | -------- |
| 1904 | Jocs Olímpics, Saint Louis, Estats Units | Robert LeRoy | Beals Wright Edgar Leonard | 4−6, 4−6 |